# Јерденсторф
Јерденсторф (њем. Jördenstorf) општина је у њемачкој савезној држави Мекленбург-Западна Померанија. Једно је од 62 општинска средишта округа Гистров. Према процјени из 2010. у општини је живјело 952 становника. Посједује регионалну шифру (AGS) 13053036.

## Географски и демографски подаци
Јерденсторф се налази у савезној држави Мекленбург-Западна Померанија у округу Гистров. Општина се налази на надморској висини од 47 метара. Површина општине износи 27,7 km². У самом мјесту је, према процјени из 2010. године, живјело 952 становника. Просјечна густина становништва износи 34 становника/km².